# マーゾ・ディ・バンコ

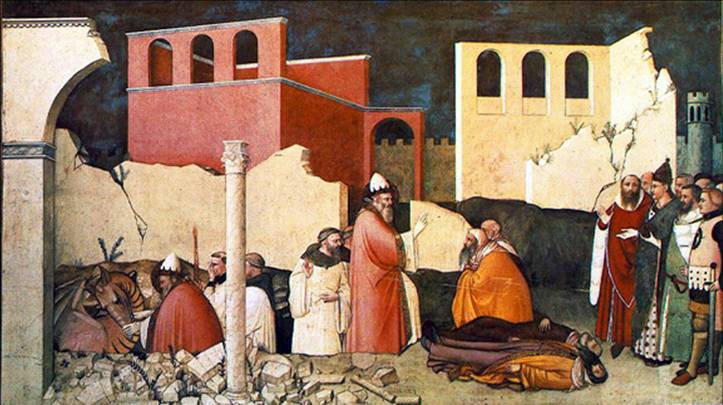
マーゾ・ディ・バンコ『シルウェステル1世の人生（ドラゴンを退治した聖シルウェステル）』フィレンツェ、サンタ・クローチェ教会

マーゾ・ディ・バンコ（Maso di Banco、? - 1348年）はルネサンス初期のイタリアの画家。フィレンツェで活動した。ジョットの弟子で、影響を強く受けている。
バンコの私審判（人が死んでから個別に受ける審判）を扱ったフレスコ画は、フィレンツェのサンタ・クローチェ聖堂礼拝堂にあるバルディ家霊廟にある。そこにはイエス・キリストの前で自分たちの魂のことを尋ねる家族が描かれている。